# Silent hypoxia
 Denne artikel bør gennemlæses af en person med fagkendskab for at sikre den faglige korrekthed.
       : anvendelse af sædvanlig dansk terminologi – hypoksi/hypoxi/hypoxia – hypoksæmi/hypoxæmi/hypoxemi 

Silent hypoxia (tavs eller skjult iltmangel, hypoxi) er en medicinsk tilstand, hvor personens iltning af blodbanen – uden åbenlyse symptomer som fx åndenød – falder til niveauer, hvor kroppens indre organer kan tage alvorlig og endda permanent skade.
Denne tilstand er blevet observeret og bemærket tidligere, men under COVID-19-pandemien i april 2020 blev der fundet en række tilfælde rundt om i verden, hvor relativt milde COVID-patienter pludselig viste en hurtig forværring, hvor silent hypoxia forelå som anledning til intensiv pleje.

## Diagnose
Et værktøj, der bruges til at diagnosticere silent hypoxia, er en gangtest på seks minutter (en:'6MWT'), hvor personen går i et normalt tempo i seks minutter for at overvåge den fysiologiske respons.
Det har ved forsøg vist sig, at personer med COVID-19 efter udførelsen af en sådan gangtest var mere tilbøjelige til at udvikle træningsinduceret hypoxi uden at vise symptomer end personer uden COVID-19, der led af idiopatisk lungefibrose, ILF.
Tilstanden kan også påvises ved måling af puls og iltmætningsgrad i blodet (pulsoxymetri) uden for hospitalregi ('prehospital').